# 周國長公主
周国长公主（1067年—1078年），宋神宗嫡出长女，母向皇后。
宋神宗封延禧公主。生来就聪明，自童年时习惯就宛如成人。元豐元年二月，年十二岁去世，皇帝皇后都改穿服饰悲哀地送葬。追赠燕国公主。元符末年，宋徽宗改号周国长公主。政和四年十二月，改封淑怀长帝姬。